# Futebol na Romênia
O futebol é o esporte mais popular na Romênia. A Federação Romena de Futebol (Romeno: Federaţia Română de Fotbal ou FRF), um membro da UEFA, é o órgão nacional que rege o esporte.

## Sistema de liga
A liga profissional de futebol teve início na Romênia como Divizia em 1909. Antes de julho de 2006 passou a chamar-se Liga I. Atualmente o jogo doméstico é organizado em quatro níveis, compreendendo, Liga I, Liga II, Liga III e outras menos expressivas.

### Liga I
A divisão mais alta do país é a Liga I. A Liga I contém 18 times, com o campeão ganhando sua entrada automática na terceira pré-eliminatória da Liga dos Campeões da UEFA e o vice-campeão vai para a segunda rodada da qualificação.
O Steaua Bucuresti é o clube mais bem sucedido na história da Liga I tendo ganhado 23 campeonatos e 12 vezes vice-campeão. O Dínamo Bucuresti é o único outro clube também da Liga I, com 18 títulos.

### Divisões mais baixas
A Liga II tem duas divisões (Leste e Oeste), cada uma contendo 18 times. Os dois primeiros times de cada divisão são promovidos para a Liga I, enquanto os quatro times abaixo são rebaixados à Liga III.
A Liga III contém 108 times distribuídos em seis divisões de 18 times cada. O primeiro clube de cada divisão sobe para a Liga II.
Além disso, duas eliminatórias são jogadas envolvendo os clubes em segundo lugar de cada divisão, e o campeão da eliminatória é promovido. Os três times abaixo são rebaixados a outras ligas de menor expressão.

## Campeonatos
Além do campeonato da liga, há dois grandes campeonatos que são a Cupa României, aberta a todos os clubes profissionais e a Supercupa României onde jogam os campeões da Liga I e os vencedores da Cupa României.

## Seleção Romena de Futebol
A Seleção Romena de Futebol jogou sua primeira partida em 1922 e é uma das quatro seleções nacionais a fazer parte das três primeiras copas do mundo: os outros três são Brasil, França e Bélgica.
A Romênia já participou de sete copas do mundo, a mais recente em 1998. Eles também participaram do Campeonato Europeu mais recente em 2008. Seu período de melhor futebol foi em 1990 quando liderados por Gheorghe Hagi, eles se classificaram para as quartas de final da Copa de 1994. Eles também fizeram parte dos últimos 16 da Copa do Mundo de 1998, e alcançaram as quartas de final da Eurocopa 2000.